# Lepisiota affinis
Lepisiota affinis är en myrart som först beskrevs av Santschi 1937.  Lepisiota affinis ingår i släktet Lepisiota och familjen myror. Inga underarter finns listade i Catalogue of Life.